# 日本ルワンダ学生会議
日本ルワンダ学生会議（にほんルワンダがくせいかいぎ、英語: Japan–Rwanda Youth Cooperation）は、日本の学生団体。日本とルワンダの学生が議論や文化交流を通じて両国が抱える社会問題への認識を高め、友好関係を構築することを主たる活動とする。略称は“JRYC”。駐日ルワンダ大使館、アフリカ平和再建委員会公認。

## 活動目的
ルワンダに生活している人々と交流し、彼らの現状・価値観・人生を知り、相互理解・尊重に基づき信頼関係を築く。
ルワンダの‘Never again'に対し当事者意識を養い、「自由・平等・尊厳・持続可能性・寛容」の視座から真に豊かで平和な社会を考察し行動する主体を目指す。
「『偏見』を取り除き寛容な『人間同士』の関係づくりがひいては平和な社会を構築する」という信念から、学生会議という形で「相互理解」を理念に交流する。
日本・ルワンダ両国の歴史や社会問題を広く議論し、双方をより深く理解することで、両国のみならず人類の共通課題に向き合う。

## 沿革
- 2005年 - 小峯茂嗣をインストラクターとし、早稲田大学平山郁夫記念ボランティアセンターが主催する「ルワンダ・プロジェクト」として発足。
- 2006年3月 - 第1次現地活動。
- 2006年9月 - 第2次現地活動。
- 2007年2月 - 第3次現地活動。
- 2008年9月 - 第4次現地活動 - ルワンダ国立大学にて第1回学生会議を開催。以降、学生会議として活動する。
- 2009年3月 - 団体名称をルワンダ・プロジェクトから「日本ルワンダ学生会議（Japan-Rwanda Youth Conference）」に改称
- 2009年9月 - ルワンダにて第2回本会議を開催。インタビュー、アンケート調査を実施。UNHCRの協力のもとで難民キャンプとウムチョムイーザ学園を訪問。
- 2009年12月 - 第3回本会議、ルワンダ国立大学の学生5名が初来日、「Japan☆Africa ～Music&Dance Show 2009」を渋谷にて開催。
- 2010年1月 - 関西に日本ルワンダ学生会議支部を開設。
- 2010年8月 - ルワンダにて第4回本会議を開催。
- 2010年10月 - 団体の英語名を“Japan–Rwanda Youth Conference”から“Japan–Rwanda Youth Cooperation”へと改称。
- 2010年12月 - 日本で第5回本会議を開催。
- 2011年8月 - ルワンダで第6回本会議を開催。
- 2011年12月 - 日本で第7回本会議を開催。
- 2012年8月 - 日本で第8回本会議を開催。
- 2013年2月 - ルワンダで第9回本会議を開催。